# Chambre des représentants du Dakota du Nord
67e législature
Capitole de l'État du Dakota du Nord, Bismarck
La Chambre des représentants du Dakota du Nord (en anglais : North Dakota House of Representatives) est la chambre basse de l'Assemblée législative de l'État américain du Dakota du Nord.

## Système électoral
La Chambre des représentants du Dakota du Nord est composée de 94 sièges pourvus pour deux ans au scrutin binominal majoritaire à un tour dans 47 circonscriptions de deux sièges chacune. Les électeurs de chaque circonscription disposent de deux voix qu'ils répartissent aux candidats de leur choix, à raison d'une voix par candidat. Après décompte des suffrages, les deux candidats ayant reçu le plus de voix sont élus.

## Siège
La Chambre des représentants se réunit dans le Capitole de l'État situé à Bismarck, capitale du Dakota du Nord.

## Président
Le président est élu par les représentants pour une législature d'une durée de deux ans. La fonction est occupée par la républicaine Kim Koppelman depuis le 14 décembre 2020.

## Représentation
| Législature | Parti      | Parti        | Total |
| Législature | Démocrates | Républicains | Total |
| ----------- | ---------- | ------------ | ----- |
| Législature |            |              | Total |
| 2011-2013   | 36         | 58           | 94    |
| 2013-2015   | 25         | 69           | 94    |
| 2015-2017   | 23         | 71           | 94    |
| 2017-2019   | 13         | 81           | 94    |
| 2019-2021   | 15         | 79           | 94    |
| 2021-2023   | 14         | 80           | 94    |